# Droga krzyżowa na Jáchymiu
Droga krzyżowa na Jáchymiu (cz. Křížová cesta vrch Jáchym) – droga krzyżowa na wolnym powietrzu zlokalizowana w Czechach, na wzgórzu Jáchym (472 m n.p.m.) w worku šluknovským (kraj ustecki), w powiecie Děčín, na zachód od wsi Liščí.
Droga została zbudowana prawdopodobnie w pierwszej połowie XIX wieku wokół wcześniejszej kaplicy św. Joachima z XVIII wieku. Początki drogi krzyżowej są niejasne, wiadomo natomiast, że w 1843 zaznaczona była na mapie katastralnej. Trzynaście stacji zostało wyremontowanych w 1890. Prace budowlane miały miejsce również na początku XX wieku. Niewykluczone, że były one związane z pożarem kaplicy św. Joachima, który miał miejsce w 1914 roku. 21 lipca 1916 przeor klasztoru kapucynów w Rumburku, Tadeusz Walter, pobłogosławił wyremontowane stacje. W latach 60. i 80. XX wieku założenie ulegało dewastacjom. 
Droga Krzyżowa składa się ze steli poszczególnych stacji, kaplicy Grobu Świętego, kaplicy Ukrzyżowania oraz kaplicy z nieznaną sceną. Barokowa kaplica św. Joachima pochodzi z lat 1775 - 1777. Po pożarze została odbudowana w 1857 (część neogotycka), a ostatecznie ukończono ją w 1918. Projekty budowlane  i projekt ołtarza sporządził budowniczy Franz Eiselt z Lipowej. Ołtarz ufundował właściciel lokalnego majątku František Václav, hrabia ze Salm-Reifferscheidtu i jego matka, Karolina z Dietrichsteinu.